# 中南财经政法大学
中南财经政法大学（英語：Zhongnan University of Economics and Law），简称中南大，是中华人民共和国教育部直属的一所以经济学、法学、管理学为主干，兼有文学、史学、哲学、理学、工学、艺术学等九大学科门类的普通高等学校，由原隶属财政部的中南财经大学和原隶属司法部的中南政法学院合并组建而成，是教育部直属的四大财经院校之一，是国家“211工程”和优势学科创新平台项目重点建设高校，也是世界一流学科建设工程高校。法学学科入选世界一流学科建设工程。
学校现有两个校区用于教学，首义校区位于黄鹤楼下，南湖校区位于南湖东南。学校占地3,211余亩（南湖校区2,911亩，首义校区300亩），建筑面积110万余平方米。图书馆藏书300万余册。

## 历史沿革

### 中原大学
- 1948年6月，中共中原局决定并报经中共中央批准筹建中原大学。由第二书记陈毅担任中原大学筹备委员会主任。
- 1948年8月中原军区司令员刘伯承在河南宝丰正式宣布中原大学成立，任命范文澜为校长，潘梓年为副校长。
- 1948年12月中原大学迁往开封。
- 1949年5至8月迁往武汉。

### 中南兩學院

#### 中南财经学院
- 1953年全国高校院系调整时，以中原大学财经学院为主体，集中中山大学、湖南大学、南昌大学、河南大学、广西大学、武汉大学、中华大学等一批高等院校财经学科的师资力量和图书资料合并组建中南财经学院。马哲民任院长、朱明远任党委书记兼副院长。中南财经学院隶属国家教育部。

#### 中南政法学院
- 1953年成立全国高校院系调整时，以中原大学政法学院为主体，合并了湖南大学、中山大学、广西大学的政治系和法律系组建中南政法学院。李伯钊任院长，林山任党委书记兼副院长。中南政法学院隶属国家司法部。

#### 其他
- 原中山大学图书馆接收了部分华南联合大学所藏财经政法类图书资料和设备, 1952~1953年第二度院系调整, 该藏品悉数调拨予中南财经和政法学院, 图书在1952年11月4日前分三批次装箱调出共67676册[6]。

### 湖北大学
- 1958年湖北省接收了教育部和司法部移交的中南财经学院、中南政法学院并将两校与中南政法干校、武汉大学法律系合并组建为省属湖北大学，同时扩充了文史和数理化专业，拟将湖北大学建设成为综合性大学。校长由湖北省副省长孟夫唐兼任，党委书记朱劭天，主持工作的副校长李光斗。此学校与今日湖北大学无关。[5]

### 湖北财经专科学校
文化大革命初期，1966年8月，湖北大学诞生了武汉最早的造反派组织，后来又产生了新湖大。
在文化大革命中，高等教育园地一片凋零。湖北大学被迫撤消，缩编为湖北财经专科学校，是当时全国原有18所财经院校仅存“一所半”中的“半所”。在极端困难的条件下，剩下的教职员工坚守财经教育阵地，并尽力保存政治、法律专业的师资力量。这是学校发展史上最萧条的六年，但全校师生员工坚守岗位，积极工作，保住了学校的发展阵地，为“文革”后学校迅速恢复重建奠定了基础。

### 湖北财经学院

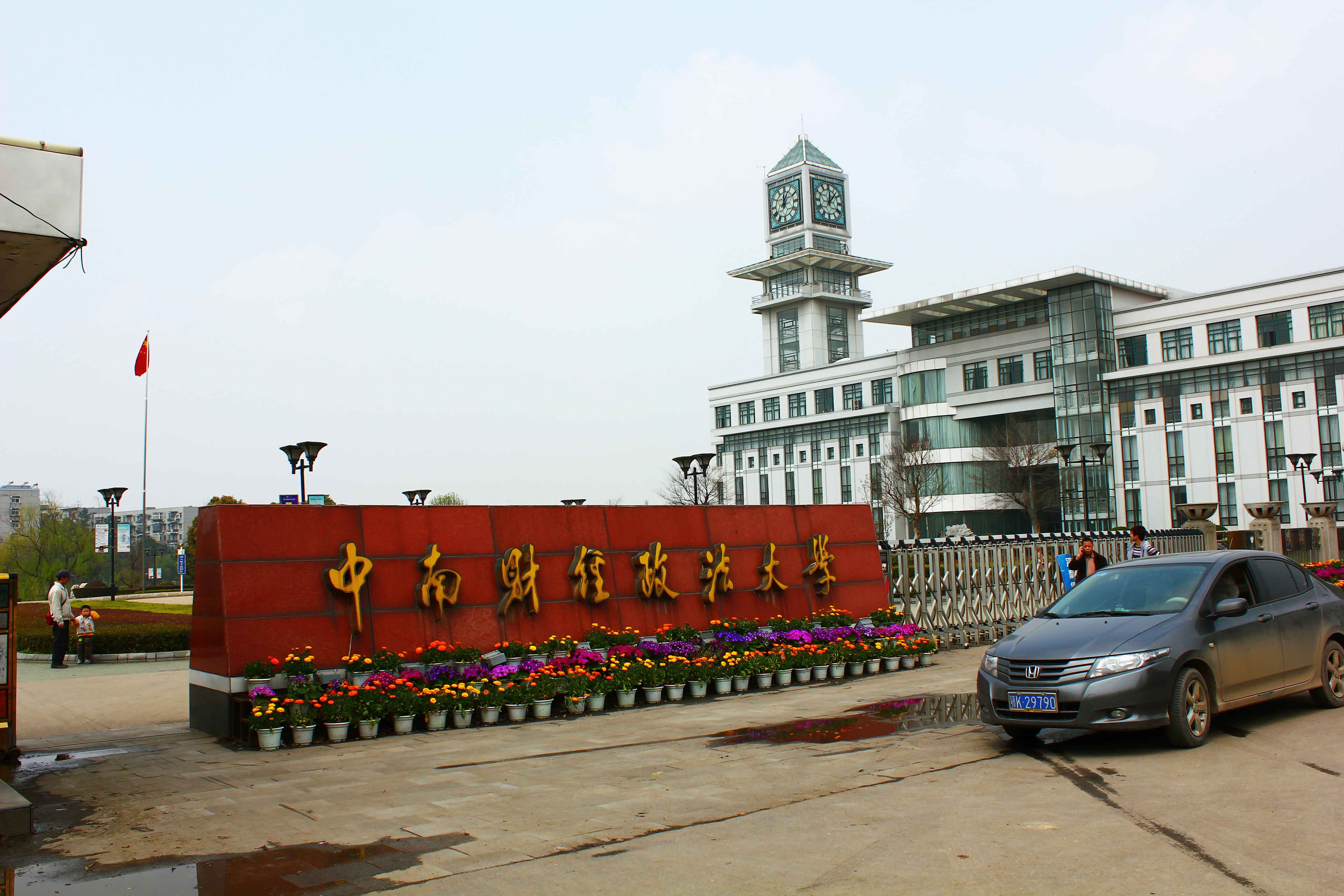
中南财大南湖校区

- 1978年元月，学校更名为湖北财经学院，恢复四年制本科教育和研究生教育，成为“文革”以后最早恢复本科生、研究生招生的高等学校之一。
- 1979年元月，学校领导体制发生变化，改由财政部领导，从此学校进入快速发展时期。

### 中南财经大学
- 1985年9月30日，湖北财经学院更名为中南财经大学，由邓小平亲笔书写校名。

### 中南政法学院
- 1984年12月，以湖北财经学院法律系主体部分为基础另辟新区，恢复组建中南政法学院，隶属司法部。

### 中南财经政法大学
- 2000年2月，国务院批准教育部的方案，同根同源的中南财经大学和中南政法学院合并，直属国家教育部。
- 2000年5月26日，中南财经政法大学正式组建，并实行教育部、财政部、司法部以及湖北省“三部一省”共建。
- 2005年，进入211工程重点建设高校名单。
- 2006年，通过了教育部本科教育评估，等级为“优秀”。
- 2011年，成为国家"985工程"优势学科创新平台项目重点建设高校。
- 2017年，法学学科入选一流学科建设工程。
- 2018年，学校在教育部第四轮教育部评估中，应用经济学和法学获评"A-"等级。

## 学术实力
学校拥有国家级重点学科4个（财政学、会计学、金融学、民商法学），国家重点培育学科1个（经济史），部、省级重点学科37个，教育部人文社科重点研究基地1个（国家知识产权研究中心），省部级人文社科重点研究基地4个（WTO与湖北省发展研究中心、湖北省就业与再就业研究中心、湖北财政与发展研究中心、湖北金融研究中心）；学校现有理论经济学、应用经济学、法学、工商管理、公共管理、统计学和哲学七个一级学科博士学位授予点。本科专业48个、硕士点81个（其中包括专业硕士15个）、博士点38个（不含知识产权、企业伦理、侦查学等10个自设博士点，博士点数量居全国财经政法类高校首位）、博士后流动站6个，并拥有工商管理硕士（MBA）、高级工商管理硕士（EMBA）、法律专业硕士（JM）、会计专业硕士（MPAcc）、公共管理专业硕士（MPA）、各层次外国留学生、港澳台地区学生的招生权。
学校在教育部第四轮学科评估中的评估结果为:应用经济学A-,法学A-,法律（专业学位）A-,统计学B+,工商管理B+,工商管理（专业学位）B+,公共管理B+,会计（专业学位B+）理论经济学B,哲学C+,马克思主义理论C+,农林经济管理C+,公共管理（专业学位）C+,管理科学与工程C,外国语言文学C-。

## 院系设置
各院系官网链接
哲学院
- 哲学系
- 政治学系
- 社会学系

马克思主义学院
经济学院
- 经济学系
- 国际经济学系
- 数字经济学系
- 经济史研究中心

财政税务学院
- 财政系
- 税务系

金融学院
- 金融系
- 保险系
- 投资系
- 金融工程系

法学院
- 理论法学系
- 宪法与行政法学系
- 诉讼法学系
- 民商法学系
- 经济法学系
- 国际法学系
- 国际经济法学系
- 法学实验教学中心
- 中意学院[7]

国家治理学院
法与经济学院
刑事司法学院
- 警察科学系
- 法庭科学系
- 刑法学系

外国语学院
- 英语语言文学系
- 应用英语系
- 日语系
- 法语系
- 俄语系

新闻与文化传播学院
- 新闻传播学系
- 中国语言文学系
- 艺术系

工商管理学院
- 营销管理系
- 工商管理系
- 经济贸易系
- 农业经济管理
- 旅游管理系
- 物流与管理科学系
- 人力资源管理系
- 经济管理实验教学中心
- MBA中心

会计学院
- 会计学系
- 财务管理系
- 审计系
- 会计硕士中心

公共管理学院
- 劳动与社会保障系
- 行政管理系
- 城市经济管理系
- MPA中心

统计和数学学院
- 统计系
- 数学与数量经济系
- 数理与金融统计学系
- 大学数学教研中心
- 数理与金融统计学系

信息与安全工程学院
- 计算机科学与技术系
- 信息系
- 安全科学与工程系
- 环境科学与工程系

文澜学院
中韩新媒体学院
法律硕士教育中心
体育部

## 校区与建筑
用于教学的校区有两个，其中首义校区为原中南财经大学，位于武昌中心，面积较小但树木葱笼，容纳部分学院的大一新生；南湖校区为原中南政法学院。两校区间可以通过校际班车、公交地铁及武咸城际铁路通勤。校际班车的时刻表，请关注学校办公室的公告 （页面存档备份，存于）。
此外，纸坊校区（2003年由原湖北省机电学校移交）、石咀校区（位于武金堤）、南湖校区北苑市场也为学校财产；在丁字桥也有校产；竹苑小区为许多老教职工的住所。
中南财经政法大学建筑物命名多为以“文”字开头，象征文科大学，第二字取与水有关的字，表明校韵如水深远。首义校区、南湖校区的行政楼分别命名为中南楼和中原楼，以纪念学校发展历史。

## 相关争议事件

### 学生批评谷歌中国事件
以2006级学生身份，高也接受《焦点访谈》批评谷歌中国网站内存在大量色情链接而成为网络热点。

### 学校土地合同纠纷事件
2014年，本校与武汉工商学院、武汉弘博集团有限责任公司就原广州军区空军第三副食品生产基地的土地发生合同纠纷并胜诉，工商学院占用现望湖部分区域七年，而败诉后拖延腾退时间，本校采取了用渣土封住武汉工商学院南湖校区的大门（现本校西北门）、断水断电（工商学院学生称）等手段使对方履行判决，被质疑手段粗暴。

### 拒绝兑奖维权事件
2018年，学校附近的武汉金谷国际大酒店举行“集赞有礼”活动，因拒绝兑奖引起学生集体维权。

### 教授批评习近平被学生举报事件
2018年，公共管理学院翟桔红副教授在为本科学生讲授《政治学原理》课程时批评习近平发起修宪废除任期限制，学生举报后被开除党籍并撤职。

### 南湖校区污水排放事件
2018年末，中央第四生态环境保护督察组发现本校南湖校区大量污水长期直排南湖，污水化学需氧量浓度高达380毫克/升，建成的污水处理设施并未投入使用。2019年11月，武汉海事法院刊登公告（2019）鄂72民初1639号，受理金华市绿色生态文化服务中心诉中南财经政法大学通海水域污染损害责任纠纷公益诉讼一案。此前晓南湖也出现过水华。如今，污水集中于南湖绿道、云水湖与南湖间的湖堤上的设施处理。

### 学生与虞书欣粉丝争执事件
2021年，一名学生称虞书欣为“老赖之女”，导致部分粉丝与学生发生争执。

### 该校赵德馨教授诉知网事件
2021年末，中南财经政法大学退休教授、经济史学家赵德馨诉知网侵犯其著作权，获得知网的赔偿与道歉，引起了广泛讨论。

### 双一流学科建设中法学被警告事件
2022年初，中南财经政法大学唯一双一流建设学科“法学”受到教育部的公开警示。而第五轮学科评估结果不再进行公布。不过2023年初，法学院推文表示“第五轮学科评估结果反馈，法学学科跃上新台阶”。

### 学生响应白纸运动事件
2022年11月下旬，部分学生响应了白纸运动，对乌鲁木齐火灾表示哀悼，对严格的封校防疫措施表示抗议。为了防控新冠疫情，自2020年起时宽时严的的校园进出政策一直持续，后期，核酸检测成为常态。学校清理了校内的张贴物，事态未扩大。次月初，清零政策停止实行。

## 校友
- 钱运录：十六、十七届中共中央委员，第十一届全国政协副主席、党组成员兼秘书长，原中共黑龙江省委书记、省人大常委会主任
- 孙志刚：十九届中央委员，中共贵州省委书记、省人大常委会主任
- 丁学东：十九届中央委员，国务院副秘书长，原财政部副部长
- 王军：十九届中央委员，国家税务总局局长、党组书记
- 王宁：十九届中央候补委员，中共四川省委常委、常务副省长，全国人大代表
- 陈四清：十九届中央候补委员，中国银行党委书记、董事长
- 田国立：十九届中央候补委员，中国建设银行党委书记、董事长
- 蓝佛安：二十届中央委员，财政部党组书记，原中共山西省委书记
- 赵雯：上海市政协副主席、九三学社中央副主席
- 金道铭：中共山西省委原副书记、省纪委书记，中共第十五、十六、十七届中央纪委委员
- 黄进：中国政法大学前校长
- 樊丽明：山东大学前校长，上海财经大学前校长
- 孟建民：国务院国有资产管理委员会副主任、党委委员
- 郑小瑛：中国第一位女指挥家
- 贺铿：第十、十一届全国人大常委、财经委员会委员、全国统计教材编审委员会主任、全国统计科学学术委员会副主任、中国哲学社会科学基金统计学科组组长、中国统计学会副会长、中国数量经济学会副会长、中国统计教育学会会长，曾任国家统计局副局长
- 郭道扬：国务院学位委员会学科评议组成员、国家社会科学基金委员会管理学科评议组成员、中国会计学会副会长与会计史专业委员会主任

- 董明珠：珠海格力电器董事长兼总裁
- 祝九胜：万科集团董事长
- 王利明：中国人民大学民法学教授，中国法学会民法学研究会会长
- 张明楷：清华大学刑法学教授
- 王心怡：房東的貓主唱紅鼻子小黑
- 吳佩嶺：房東的貓吉他手少年佩